# Hacel

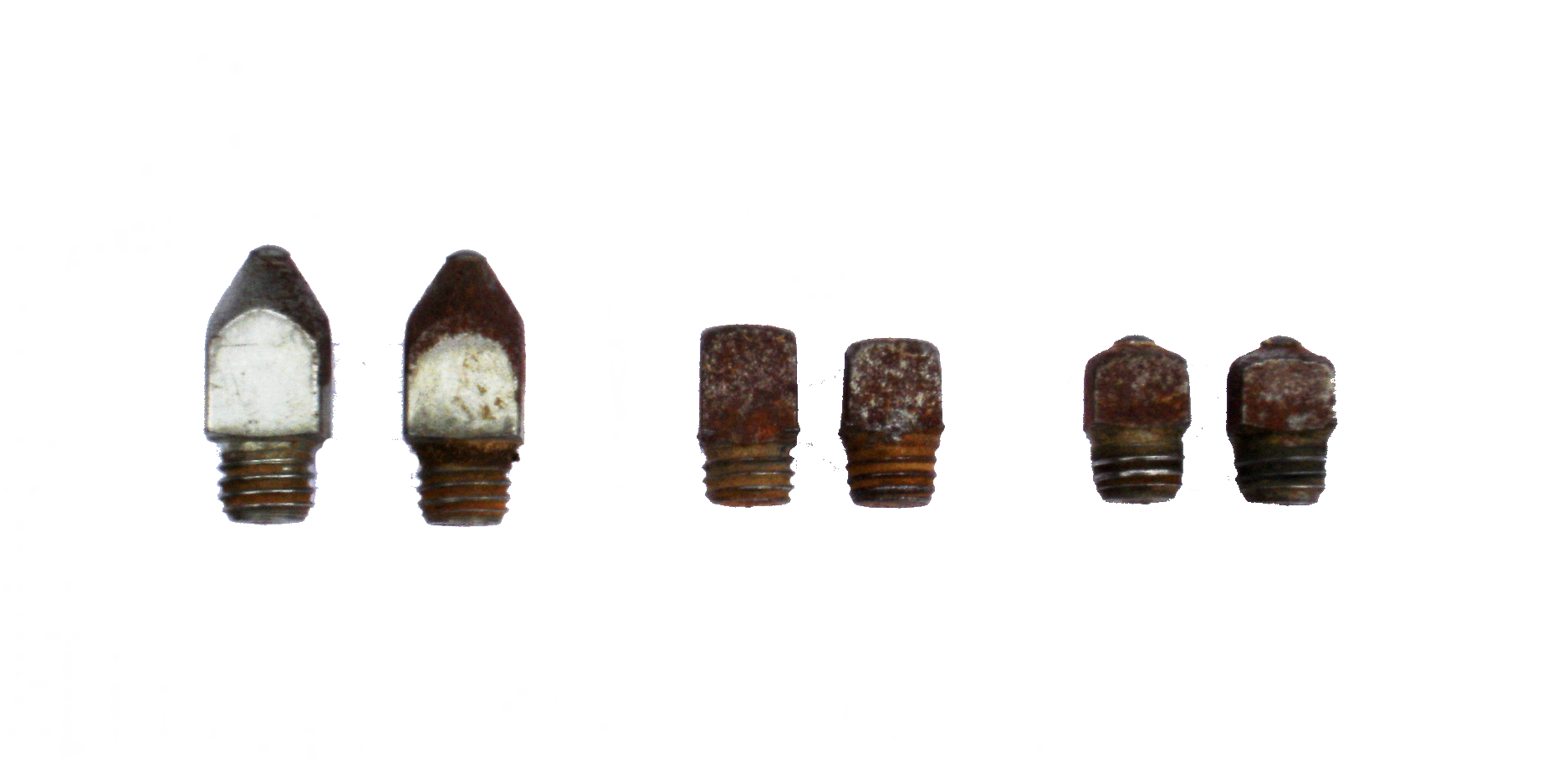
Hacele - pary w 3 rodzajach

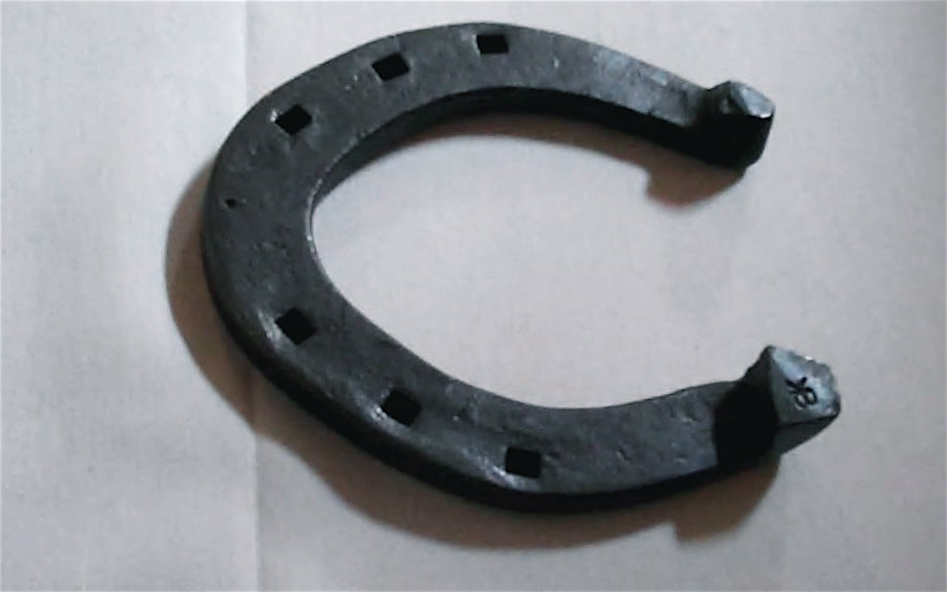
Podkowa z hacelami odgiętymi

Hacel (też: ocel) – śruba o łbie zazwyczaj w formie stożka, graniastosłupa lub ostrosłupa, zwykle stalowa, wkręcana w zakończenia ramion podków, aby zapobiec ślizganiu się konia na miękkiej ziemi czy lodzie. Dawniej, hacele były integralnymi elementami podków koni roboczych, odgiętymi z ramion; obecnie takie podkowy stosuje się rzadziej, ze względu na ich szkodliwe działanie na kopyta i kończyny – występuje brak amortyzacji wstrząsów przez strzałkę kopyta na twardym podłożu.
Hacele występują w różnych kształtach, które dobiera się w zależności od rodzaju podłoża i uprawianej aktywności. Na podłożu miękkim, błotnistym i trawiastym używa się haceli stożkowatych, tępo zakończonych. Na podłożu oblodzonym używa się krótkich haceli ze sztyftem. W skokach przez przeszkody używa się haceli dużych (nawet ponad 2 cm) dla zmaksymalizowania przyczepności podczas odbicia do skoku.
Podkowa wyposażona w hacele jest niebezpieczna tak dla konia, jak i dla człowieka. Koń może się zranić hacelem np. podczas kładzenia się, a skutki kopnięcia czy przydepnięcia mogą być bardzo poważne. Dlatego, po zakończeniu pracy z koniem, hacele należy zawsze wykręcać z podków.